# Staring at the Sun (U2)
Staring at the Sun  è una canzone del gruppo musicale irlandese U2 estratta come secondo singolo dall'album Pop del 1997.
Il verso Stuck together with God's glue è una citazione diretta del titolo dell'album di una band irlandese, i "Something Happens", molto amica degli U2.
La canzone, seppur in una versione remixata, è stata inserita nella raccolta The Best of 1990-2000.
La canzone è stata suonata per buona parte del PopMart Tour. Proprio durante la prima data, tenutasi a Las Vegas il 25 aprile 1997, la band ha avuto qualche problema di sincronizzazione che li ha costretti a fermarsi e ricominciare da capo il brano. Nel corso dello stesso tour è stata eseguita spesso anche in versione acustica. Presente anche in alcune date dell'Elevation Tour e in tutte quelle dell'Experience + Innocence Tour .

## Il video
Esistono due differenti video per Staring at the Sun. Il primo è stato diretto da Jake Scott, mentre il secondo da Morleigh Steinberg a Miami.

## Formazione
- Bono - voce, chitarra acustica
- The Edge - chitarra, cori
- Adam Clayton - basso
- Larry Mullen Jr. - batteria

### Altri musicisti
- Steve Osborne - tastiere

## Tracce
Testi di Bono e The Edge, musiche degli U2.
Versione 1
1. Staring at the Sun (Album Version) – 4:37
2. North and South of the River – 4:38
3. Your Blue Room – 5:28

Versione 2
1. Staring at the Sun (Monster Track Mix) – 5:06
2. Staring at the Sun (Sad Bastards Mix) – 6:19
3. North and South of the River – 4:38
4. Staring at the Sun (Lab Rat Mix) – 5:05

## Classifiche
| Classifica (1997)               | Posizione massima |
| ------------------------------- | ----------------- |
| Australia                       | 23                |
| Austria                         | 25                |
| Belgio (Fiandre)                | 46                |
| Canada                          | 1                 |
| Canada (rock/alternative)       | 1                 |
| Finlandia                       | 4                 |
| Francia                         | 49                |
| Germania                        | 41                |
| Irlanda                         | 4                 |
| Italia                          | 2                 |
| Norvegia                        | 9                 |
| Nuova Zelanda                   | 4                 |
| Paesi Bassi                     | 19                |
| Regno Unito                     | 3                 |
| Spagna                          | 8                 |
| Stati Uniti                     | 26                |
| Stati Uniti (adult alternative) | 1                 |
| Stati Uniti (alternative)       | 1                 |
| Stati Uniti (dance/electronic)  | 23                |
| Stati Uniti (mainstream rock)   | 2                 |
| Stati Uniti (pop)               | 22                |
| Svezia                          | 26                |
| Svizzera                        | 29                |